# PDC Pro Tour 2022
De PDC Pro Tour 2022 was een reeks van dartstoernooien die werden georganiseerd door de Professional Darts Corporation (PDC). Deze tour bestond uit de Professional Dart Players Association (PDPA) Players Championships en de European Tour events. De wedstrijden werden niet op televisie uitgezonden. In januari werd de Q-School van 2022 gehouden. Verder werden 30 Players Championship toernooien en 13 Europese Tour-toernooien gepland. De Challenge en Development Tours werden niet zoals in 2021 gesplitst in Europese en Engelse evenementen, maar er is weer één Challenge Tour en één Development Tour.

## Prijzengeld
Ten opzichte van de PDC Pro Tour 2021 was het prijzengeld voor de Players Championships met £ 25.000 verhoogd naar £ 100.000.
| Plaats          | Players Championships | Totaal      |
| --------------- | --------------------- | ----------- |
| Winnaar         | £ 12.000              | £ 360.000   |
| Runner-up       | £ 8.000               | £ 240.000   |
| Halvefinalisten | £ 4.000               | £ 240.000   |
| Kwartfinalisten | £ 3.000               | £ 360.000   |
| Laatste 16      | £ 2.000               | £ 480.000   |
| Laatste 32      | £ 1.250               | £ 600.000   |
| Laatste 64      | £ 750                 | £ 720.000   |
| Totaal          | £ 100.000             | £ 3.000.000 |

| Plaats          | Europese Tour | Totaal      |
| --------------- | ------------- | ----------- |
| Winnaar         | £ 25.000      | £ 325.000   |
| Runner-up       | £ 10.000      | £ 130.000   |
| Halvefinalisten | £ 6.500       | £ 169.000   |
| Kwartfinalisten | £ 5.000       | £ 260.000   |
| Laatste 16      | £ 3.000       | £ 312.000   |
| Laatste 32      | £ 2.000       | £ 416.000   |
| Laatste 48      | £ 1.000       | £ 312.000   |
| Totaal          | £ 148.000     | £ 1.924.000 |

## PDC Pro Tour Card
Aan 128 spelers werden Tour Cards toegekend, waarmee zij deel mochten nemen aan alle Players Championships, UK Open en European Tour Qualifiers.

### Tour Cards
Zie ook Lijst van darters met een PDC Tourkaart 2022.
De 2021 Tour Cards werden toegekend aan:
- (64) De top 64 spelers van de PDC Order of Merit na het PDC World Darts Championship 2022.
- (24) 24 qualifiers van de Q-School 2021 die niet in de top 64 van de PDC Order of Merit stonden na het WK.
  - Kirk Shepherd en Robert Marijanović gaven hun tourkaart terug na één jaar.
- (2) De twee hoogste qualifiers van de Challenge Tour 2020 (David Evans en Ritchie Edhouse).
- (2) De twee hoogste qualifiers van de Development Tour 2020 (Keane Barry en Berry van Peer).
- (1) De winnaar van de European Challenge Tour 2021 (Matt Campbell).
- (1) De winnaar van de UK Challenge Tour 2021 (Jim Williams).
- (1) De winnaar van de European Development Tour 2021 (Rusty-Jake Rodriguez).
- (1) De winnaar van de UK Development Tour 2021 (Bradley Brooks).
- (8) De 8 dagwinnaars van de Q-School 2022.

Daarna werd het spelersveld aangevuld met de hoogst gekwalificeerde spelers van de Q-School Order of Merit, tot het maximum aantal van 128 Pro Tour Card spelers werd bereikt. Dat waren er dit jaar 24.

### Q-School
Q-School werd opgesplitst in verschillende fases. Fase 1 werd gespeeld van 9-11 januari. De beslissende fase werd gehouden met 128 spelers van 12-15 januari.
| Datum      | Toernooi          | Plaats                        | Qualifiers      | Negendarter |
| ---------- | ----------------- | ----------------------------- | --------------- | ----------- |
| 12 januari | Europese Q-School | Niedernhausen, H+ Hotel       | José Justicia   |             |
| 13 januari | Europese Q-School | Niedernhausen, H+ Hotel       | Brian Raman     |             |
| 14 januari | Europese Q-School | Niedernhausen, H+ Hotel       | Luc Peters      |             |
| 15 januari | Europese Q-School | Niedernhausen, H+ Hotel       | Krzysztof Kciuk |             |
| 12 januari | UK Q-School       | Milton Keynes, Marshall Arena | James Wilson    | Josh Payne  |
| 13 januari | UK Q-School       | Milton Keynes, Marshall Arena | Darren Webster  |             |
| 14 januari | UK Q-School       | Milton Keynes, Marshall Arena | Ross Montgomery |             |
| 15 januari | UK Q-School       | Milton Keynes, Marshall Arena | Josh Rock       |             |

De acht dagwinnaars kregen een Tour Card voor 2022. Er werd ook een Order of Merit voor iedere Q-School gemaakt. Iedere speler die voorbij de eerste ronde kwam krijgt voor elke gewonnen partij 1 punt.
Op basis van deze Q-School Order of Merit werden dus nog 24 Tour Cards verdeeld.
Europese Q-School Order of Merit
1. Mario Vandenbogaerde
2. Jules van Dongen
3. Kevin Doets
4. Tony Martinez
5. Danny Jansen
6. Radosław Szagański
7. Damian Mol
8. Jimmy Hendriks
9. Ricardo Pietreczko
10. Vladimir Andersen
11. Rowby-John Rodriguez

UK Q-School Order of Merit
1. Jamie Clark
2. Ted Evetts
3. Connor Scutt
4. Richie Burnett
5. Kevin Burness
6. Scott Waites
7. Nathan Rafferty
8. Cameron Menzies
9. John O'Shea
10. George Killington
11. Mickey Mansell
12. Nick Fullwell
13. Shaun Wilkinson

## Players Championships
| Num. | Datum                | Plaats                          | Winnaar                       | Score | Runner-up                     | Bron   | Negendarter                         |
| ---- | -------------------- | ------------------------------- | ----------------------------- | ----- | ----------------------------- | ------ | ----------------------------------- |
| 1    | Zaterdag 5 februari  | Barnsley, Metrodome             | Luke Humphries (100.55)       | 8 – 4 | (94.05) Ryan Searle           | [ 2 ]  |                                     |
| 2    | Zondag 6 februari    | Barnsley, Metrodome             | Peter Wright (95.36)          | 8 – 5 | (96.55) Gerwyn Price          | [ 3 ]  | Ian White                           |
| 3    | Zaterdag 12 februari | Wigan, Robin Park Tennis Centre | Joe Cullen (95.35)            | 8 – 4 | (99.37) Damon Heta            | [ 4 ]  | Matt Campbell                       |
| 4    | Zondag 13 februari   | Wigan, Robin Park Tennis Centre | Joe Cullen (102.34)           | 8 – 1 | (95.06) Dimitri Van den Bergh | [ 5 ]  |                                     |
| 5    | Zaterdag 19 maart    | Barnsley, Metrodome             | Damon Heta (107.27)           | 8 – 6 | (103.24) Gary Anderson        | [ 6 ]  | Josh Rock Joe Cullen                |
| 6    | Zondag 20 maart      | Barnsley, Metrodome             | Jim Williams (89.92)          | 8 – 6 | (85.79) Ricky Evans           | [ 7 ]  | Danny Noppert                       |
| 7    | Zaterdag 26 maart    | Niedernhausen, H+ Hotel         | Gerwyn Price (101.02)         | 8 – 4 | (93.05) Madars Razma          | [ 8 ]  | José de Sousa Raymond van Barneveld |
| 8    | Zondag 27 maart      | Niedernhausen, H+ Hotel         | Michael van Gerwen (102.42)   | 8 – 4 | (98.60) Martin Schindler      | [ 9 ]  |                                     |
| 9    | Vrijdag 1 april      | Barnsley, Metrodome             | Danny Jansen (95.51)          | 8 – 6 | (95.37) Andrew Gilding        | [ 10 ] | Simon Whitlock                      |
| 10   | Zaterdag 2 april     | Barnsley, Metrodome             | Michael van Gerwen (96.59)    | 8 – 4 | (97.82) Peter Wright          | [ 11 ] |                                     |
| 11   | Zondag 3 april       | Barnsley, Metrodome             | Ryan Searle (103.02)          | 8 – 3 | (100.88) Nathan Aspinall      | [ 12 ] | Madars Razma                        |
| 12   | Zaterdag 9 april     | Barnsley, Metrodome             | Dirk van Duijvenbode (98.04)  | 8 – 7 | (104.05) Ryan Searle          | [ 13 ] |                                     |
| 13   | Zondag 10 april      | Barnsley, Metrodome             | Nathan Aspinall (96.41)       | 8 – 6 | (91.41) Matt Campbell         | [ 14 ] |                                     |
| 14   | Dinsdag 10 mei       | Wigan, Robin Park Tennis Centre | Michael Smith (101.39)        | 8 – 5 | (93.81) John O'Shea           | [ 15 ] | Ross Smith Damon Heta               |
| 15   | Woensdag 11 mei      | Wigan, Robin Park Tennis Centre | Michael Smith (109.95)        | 8 – 3 | (104.13) Callan Rydz          | [ 16 ] | Nathan Girvan Michael Smith         |
| 16   | Dinsdag 14 juni      | Niedernhausen, H+ Hotel         | Michael Smith (105.58)        | 8 – 6 | (107.29) Dirk van Duijvenbode | [ 17 ] |                                     |
| 17   | Woensdag 15 juni     | Niedernhausen, H+ Hotel         | Scott Williams (91.79)        | 8 – 5 | (86.50) Nathan Aspinall       | [ 18 ] |                                     |
| 18   | Vrijdag 8 juli       | Barnsley, Metrodome             | Dirk van Duijvenbode (100.20) | 8 – 0 | (90.63) Gabriel Clemens       | [ 19 ] | Dimitri Van den Bergh               |
| 19   | Zaterdag 9 juli      | Barnsley, Metrodome             | Danny Noppert (96.86)         | 8 – 6 | (98.67) Andrew Gilding        | [ 20 ] |                                     |
| 20   | Zondag 10 juli       | Barnsley, Metrodome             | Adrian Lewis (103.02)         | 8 – 4 | (92.73) Boris Koltsov         | [ 21 ] | Nathan Rafferty                     |
| 21   | Maandag 11 juli      | Barnsley, Metrodome             | Brendan Dolan (97.10)         | 8 – 5 | (95.52) Jonny Clayton         | [ 22 ] |                                     |
| 22   | Woensdag 3 augustus  | Barnsley, Metrodome             | Nathan Aspinall (97.18)       | 8 – 3 | (91.37) Krzysztof Ratajski    | [ 23 ] | José de Sousa Rusty-Jake Rodriguez  |
| 23   | Donderdag 4 augustus | Barnsley, Metrodome             | Keegan Brown (93.87)          | 8 – 7 | (89.05) Nathan Aspinall       | [ 24 ] | Jack Main                           |
| 24   | Vrijdag 5 augustus   | Barnsley, Metrodome             | Rob Cross (98.87)             | 8 – 3 | (97.14) Luke Humphries        | [ 25 ] | Jack Main                           |
| 25   | Donderdag 20 oktober | Barnsley, Metrodome             | Dave Chisnall (100.63)        | 8 – 4 | (97.14) Josh Rock             | [ 26 ] |                                     |
| 26   | Vrijdag 21 oktober   | Barnsley, Metrodome             | Damon Heta (103.52)           | 8 – 4 | (90.68) Dirk van Duijvenbode  | [ 27 ] | Jonny Clayton                       |
| 27   | Zaterdag 22 oktober  | Barnsley, Metrodome             | Rob Cross (94.10)             | 8 – 4 | (96.63) Peter Wright          | [ 28 ] | Ryan Searle                         |
| 28   | Zondag 23 oktober    | Barnsley, Metrodome             | Josh Rock (108.07)            | 8 – 5 | (102.96) Luke Humphries       | [ 29 ] |                                     |
| 29   | Vrijdag 4 november   | Barnsley, Metrodome             | Gerwyn Price (102.25)         | 8 – 4 | (94.37) Gian van Veen         | [ 30 ] |                                     |
| 30   | Zaterdag 5 november  | Barnsley, Metrodome             | James Wade (94.82)            | 8 – 6 | (93.99) Steve Beaton          | [ 31 ] |                                     |

## PDC European Tour
Er waren dertien Europese Tour toernooien gepland dit jaar:
| Nr.  | Datum           | Evenement                 | Plaats                                 | Winnaar                     | Uitslag | Runner-up                     | Bron   | Negendarter   |
| ---- | --------------- | ------------------------- | -------------------------------------- | --------------------------- | ------- | ----------------------------- | ------ | ------------- |
| ET1  | 25-27 februari  | International Darts Open  | Riesa, SACHSENarena                    | Gerwyn Price (106.95)       | 8 – 4   | (106.74) Peter Wright         | [ 32 ] |               |
| ET2  | 11-13 maart     | German Darts Championship | Hildesheim, Halle 39                   | Michael van Gerwen (104.08) | 8 – 5   | (101.53) Rob Cross            | [ 33 ] |               |
| ET3  | 16-18 april     | German Darts Grand Prix   | München, Zenith                        | Luke Humphries (92.07)      | 8 – 2   | (83.87) Martin Lukeman        | [ 34 ] |               |
| ET4  | 29 april-1 mei  | Austrian Darts Open       | Premstätten, Steiermarkhalle           | Michael van Gerwen (98.78)  | 8 – 5   | (89.30) Danny Noppert         | [ 35 ] |               |
| ET5  | 6-8 mei         | European Darts Open       | Leverkusen, Ostermann-Arena            | Michael van Gerwen (102.49) | 8 – 5   | (89.54) Dimitri Van den Bergh | [ 36 ] |               |
| ET6  | 13-15 mei       | Czech Darts Open          | Praag, Královka Arena                  | Luke Humphries (100.34)     | 8 – 5   | (94.41) Rob Cross             | [ 37 ] |               |
| ET7  | 20-22 mei       | European Darts Grand Prix | Stuttgart, Hanns-Martin-Schleyer-Halle | Luke Humphries (102.33)     | 8 – 7   | (101.82) Rob Cross            | [ 38 ] |               |
| ET8  | 27-29 mei       | Dutch Darts Championship  | Zwolle, IJsselhallen                   | Michael Smith (99.44)       | 8 – 7   | (96.78) Danny Noppert         | [ 39 ] |               |
| ET9  | 1-3 juli        | European Darts Matchplay  | Trier, Trier Arena                     | Luke Humphries (97.26)      | 8 – 7   | (91.22) Rowby-John Rodriguez  | [ 40 ] |               |
| ET10 | 2-4 september   | Hungarian Darts Trophy    | Boedapest, Sports Arena                | Joe Cullen (97.59)          | 8 – 2   | (89.15) William O'Connor      | [ 41 ] |               |
| ET11 | 9-11 september  | German Darts Open         | Jena, Sparkassen-Arena                 | Peter Wright (99.75)        | 8 – 6   | (92.74) Dimitri Van den Bergh | [ 42 ] |               |
| ET12 | 23-25 september | Belgian Darts Open        | Wieze, Oktoberhallen                   | Dave Chisnall (92.31)       | 8 – 6   | (89.69) Andrew Gilding        | [ 43 ] | Dave Chisnall |
| ET13 | 14-16 oktober   | Gibraltar Darts Trophy    | Gibraltar, Europa Sports Park          | Damon Heta (92.15)          | 8 – 7   | (92.37) Peter Wright          | [ 44 ] |               |

## PDC Challenge Tour
Na de splitsing tussen de UK en European Challenge Tours in 2021, zal de Challenge Tour in 2022 weer worden samengevoegd, met 4 weekends van 5 events en 1 weekend van 4 events. De PDC Challenge Tour is toegankelijk voor alle PDPA-leden die tijdens de Q-School geen tourkaart wisten te bemachtigen. De top twee van de Challenge Tour Order of Merit krijgen een tourkaart voor twee jaar, waarmee zij kunnen deelnemen aan de PDC Pro Tour 2023 en 2024. Zij mogen ook deelnemen aan het PDC World Darts Championship 2023.
| #  | Datum                 | Plaats                        | Winnaar                      | Legs  | Runner-Up                  | Bron   | Negendarter        |
| -- | --------------------- | ----------------------------- | ---------------------------- | ----- | -------------------------- | ------ | ------------------ |
| 1  | Vrijdag 21 januari    | Milton Keynes, Marshall Arena | Scott Williams (88.81)       | 5 – 2 | (89.54) Robert Owen        | [ 45 ] |                    |
| 2  | Vrijdag 21 januari    | Milton Keynes, Marshall Arena | Scott Williams (95.83)       | 5 – 2 | (87.97) Lee Evans          | [ 46 ] |                    |
| 3  | Zaterdag 22 januari   | Milton Keynes, Marshall Arena | Steve Haggerty (81.44)       | 5 – 4 | (90.74) Haupai Puha        | [ 47 ] |                    |
| 4  | Zaterdag 22 januari   | Milton Keynes, Marshall Arena | Stu Wilson (93.85)           | 5 – 3 | (85.10) Pete Burgoyne      | [ 48 ] |                    |
| 5  | Zondag 23 januari     | Milton Keynes, Marshall Arena | Jim McEwan (97.60)           | 5 – 0 | (87.00) Stephen Burton     | [ 49 ] |                    |
| 6  | Vrijdag 1 april       | Hildesheim, Halle 39          | Scott Williams (94.28)       | 5 – 4 | (92.35) Scott Marsh        | [ 50 ] |                    |
| 7  | Vrijdag 1 april       | Hildesheim, Halle 39          | Stefan Bellmont (87.94)      | 5 – 4 | (87.87) Karel Sedláček     | [ 51 ] |                    |
| 8  | Zaterdag 2 april      | Hildesheim, Halle 39          | Stephen Burton (95.13)       | 5 – 0 | (82.62) Danny van Trijp    | [ 52 ] |                    |
| 9  | Zaterdag 2 april      | Hildesheim, Halle 39          | Danny van Trijp (92.59)      | 5 – 2 | (85.25) Lukas Wenig        | [ 53 ] |                    |
| 10 | Zondag 3 april        | Hildesheim, Halle 39          | Andy Jenkins (94.27)         | 5 – 3 | (84.74) Karel Sedláček     | [ 54 ] |                    |
| 11 | Vrijdag 15 juli       | Hildesheim, Halle 39          | Danny van Trijp (95.86)      | 5 – 2 | (92.19) Jelle Klaasen      | [ 55 ] |                    |
| 12 | Vrijdag 15 juli       | Hildesheim, Halle 39          | Gian van Veen (97.81)        | 5 – 4 | (88.02) David Pallett      | [ 56 ] |                    |
| 13 | Zaterdag 16 juli      | Hildesheim, Halle 39          | Jurjen van der Velde (92.79) | 5 – 3 | (88.02) Robert Owen        | [ 57 ] |                    |
| 14 | Zaterdag 16 juli      | Hildesheim, Halle 39          | Kenny Neyens (82.54)         | 5 – 4 | (81.28) Michael Flynn      | [ 58 ] |                    |
| 15 | Zondag 17 juli        | Hildesheim, Halle 39          | David Pallett (95.38)        | 5 – 3 | (90.23) Dennie Olde Kalter | [ 59 ] |                    |
| 16 | Vrijdag 16 september  | Leicester, Morningside Arena  | Robert Owen (94.46)          | 5 – 2 | (85.98) Christian Kist     | [ 60 ] |                    |
| 17 | Vrijdag 16 september  | Leicester, Morningside Arena  | Wesley Plaisier (90.34)      | 5 – 3 | (86.88) Robert Thornton    | [ 61 ] | Lukas Wenig        |
| 18 | Zaterdag 17 september | Leicester, Morningside Arena  | Jurjen van der Velde (89.06) | 5 – 4 | (86.36) Patrick Peters     | [ 62 ] |                    |
| 19 | Zaterdag 17 september | Leicester, Morningside Arena  | Christian Kist (79.88)       | 5 – 3 | (82.45) Danny Lauby jr.    | [ 63 ] |                    |
| 20 | Zondag 18 september   | Leicester, Morningside Arena  | Scott Williams (91.00)       | 5 – 2 | (77.89) Thibault Tricole   | [ 64 ] |                    |
| 21 | Zaterdag 15 oktober   | Leicester, Morningside Arena  | Thibault Tricole (94.16)     | 5 – 3 | (86.13) Gian van Veen      | [ 65 ] |                    |
| 22 | Zaterdag 15 oktober   | Leicester, Morningside Arena  | Jacques Labre (87.82)        | 5 – 3 | (88.35) Lee Evans          | [ 66 ] | Roy van de Griendt |
| 23 | Zondag 16 oktober     | Leicester, Morningside Arena  | Justin Smith (83.42)         | 5 – 2 | (82.68) Matthew Dennant    | [ 67 ] | Cameron Crabtree   |
| 24 | Zondag 16 oktober     | Leicester, Morningside Arena  | Andy Hamilton (89.27)        | 5 – 4 | (90.19) Scott Taylor       | [ 68 ] |                    |

## PDC Development Tour
Na de splitsing tussen de UK en European Development Tours in 2021, zal de Development Tour in 2022 weer worden samengevoegd, met 4 weekends van 5 events en 1 weekend van 4 events. De PDC Development Tour is toegankelijk voor spelers van 16 tot 23 jaar. De top twee van de PDC Development Tour Order of Merit krijgen een tourkaart voor twee jaar waarmee zij kunnen deelnemen aan de PDC Pro Tour 2023 en 2024. Zij mogen ook deelnemen aan het PDC World Darts Championship 2023.
| #  | Datum                | Plaats                          | Winnaar                      | Legs  | Runner-Up                    | Bron   | Negendarter          |
| -- | -------------------- | ------------------------------- | ---------------------------- | ----- | ---------------------------- | ------ | -------------------- |
| 1  | Vrijdag 18 februari  | Wigan, Robin Park Tennis Centre | Bradley Brooks (88.57)       | 5 – 1 | (76.30) Christopher Holt     | [ 69 ] |                      |
| 2  | Vrijdag 18 februari  | Wigan, Robin Park Tennis Centre | Keane Barry (93.14)          | 5 – 4 | (85.85) Conor Heneghan       | [ 70 ] |                      |
| 3  | Zaterdag 19 februari | Wigan, Robin Park Tennis Centre | Josh Rock (94.57)            | 5 – 4 | (97.06) Lewis Williams       | [ 71 ] |                      |
| 4  | Zaterdag 19 februari | Wigan, Robin Park Tennis Centre | Kevin Doets (95.06)          | 5 – 3 | (93.29) Josh Rock            | [ 72 ] |                      |
| 5  | Zondag 20 februari   | Wigan, Robin Park Tennis Centre | Josh Rock (94.14)            | 5 – 3 | (93.66) Nathan Girvan        | [ 73 ] |                      |
| 6  | Vrijdag 6 mei        | Wigan, Robin Park Tennis Centre | Nathan Rafferty (88.83)      | 5 – 4 | (90.18) Lewis Williams       | [ 74 ] |                      |
| 7  | Vrijdag 6 mei        | Wigan, Robin Park Tennis Centre | Jurjen van der Velde (81.28) | 5 – 1 | (81.03) Geert Nentjes        | [ 75 ] |                      |
| 8  | Zaterdag 7 mei       | Wigan, Robin Park Tennis Centre | Conor Heneghan (87.78)       | 5 – 1 | (85.52) Jitse van der Wal    | [ 76 ] |                      |
| 9  | Zaterdag 7 mei       | Wigan, Robin Park Tennis Centre | Nathan Girvan (99.21)        | 5 – 2 | (85.06) Nathan Rafferty      | [ 77 ] |                      |
| 10 | Zondag 8 mei         | Wigan, Robin Park Tennis Centre | Geert Nentjes (90.09)        | 5 – 1 | (73.11) Jitse van der Wal    | [ 78 ] | Kevin Doets          |
| 11 | Vrijdag 3 juni       | Hildesheim, Halle 39            | Nathan Rafferty (96.17)      | 5 – 4 | (92.53) Gian van Veen        | [ 79 ] |                      |
| 12 | Vrijdag 3 juni       | Hildesheim, Halle 39            | Keane Barry (93.94)          | 5 – 0 | (81.16) Ciarán Teehan        | [ 80 ] |                      |
| 13 | Zaterdag 4 juni      | Hildesheim, Halle 39            | Geert Nentjes (91.41)        | 5 – 1 | (85.17) Niko Springer        | [ 81 ] |                      |
| 14 | Zaterdag 4 juni      | Hildesheim, Halle 39            | Sebastian Białecki (92.71)   | 5 – 3 | (84.80) Keane Barry          | [ 82 ] | Jurjen van der Velde |
| 15 | Zondag 5 juni        | Hildesheim, Halle 39            | Keane Barry (95.85)          | 5 – 3 | (91.01) Owen Bates           | [ 83 ] |                      |
| 16 | Vrijdag 19 augustus  | Hildesheim, Halle 39            | Josh Rock (112.16)           | 5 – 0 | (85.38) Dylan Dowling        | [ 84 ] |                      |
| 17 | Vrijdag 19 augustus  | Hildesheim, Halle 39            | Josh Rock (104.38)           | 5 – 0 | (79.14) Nathan Girvan        | [ 85 ] |                      |
| 18 | Zaterdag 20 augustus | Hildesheim, Halle 39            | Gian van Veen (95.93)        | 5 – 4 | (95.30) Josh Rock            | [ 86 ] |                      |
| 19 | Zaterdag 20 augustus | Hildesheim, Halle 39            | Lewis Williams (86.47)       | 5 – 4 | (89.48) Kevin Doets          | [ 87 ] |                      |
| 20 | Zondag 21 augustus   | Hildesheim, Halle 39            | Nathan Rafferty (84.66)      | 5 – 2 | (86.10) Kevin Doets          | [ 88 ] |                      |
| 21 | Vrijdag 7 oktober    | Wigan, Robin Park Tennis Centre | Josh Rock (95.85)            | 5 – 2 | (86.02) Rusty-Jake Rodriguez | [ 89 ] |                      |
| 22 | Vrijdag 7 oktober    | Wigan, Robin Park Tennis Centre | Nathan Rafferty (97.82)      | 5 – 3 | (93.47) Niko Springer        | [ 90 ] |                      |
| 23 | Zaterdag 8 oktober   | Wigan, Robin Park Tennis Centre | Nathan Rafferty (91.57)      | 5 – 2 | (87.83) Lewis Williams       | [ 91 ] |                      |
| 24 | Zaterdag 8 oktober   | Wigan, Robin Park Tennis Centre | Joshua Richardson (81.76)    | 5 – 4 | (86.70) Jurjen van der Velde | [ 92 ] |                      |

## PDC Women's Series
De PDC Women's Series werd uitgebreid naar twintig events, die tijdens vijf weekends werden gehouden. De top acht gerangschikte speelsters na twaalf events kwalificeerde zich voor de eerste editie van de Women's World Matchplay. Beau Greaves nam pas deel na deze eerste twaalf events, maar wist de resterende acht events allen te winnen en zo 52 wedstrijden ongeslagen te blijven. Ze belandde in de top twee van de Women's Series Order of Merit en kwalificeerde zich samen met Lisa Ashton voor het PDC World Darts Championship 2023.
| #  | Datum                | Plaats                          | Winnaar                     | Legs  | Runner-Up                | Bron    |
| -- | -------------------- | ------------------------------- | --------------------------- | ----- | ------------------------ | ------- |
| 1  | Zaterdag 12 maart    | Barnsley, Metrodome             | Lisa Ashton (78.14)         | 5 – 2 | (76.50) Rhian Griffiths  | [ 94 ]  |
| 2  | Zaterdag 12 maart    | Barnsley, Metrodome             | Lisa Ashton (80.14)         | 5 – 3 | (74.72) Robyn Byrne      | [ 95 ]  |
| 3  | Zondag 13 maart      | Barnsley, Metrodome             | Fallon Sherrock (85.64)     | 5 – 3 | (80.47) Joanne Locke     | [ 96 ]  |
| 4  | Zondag 13 maart      | Barnsley, Metrodome             | Lisa Ashton (91.25)         | 5 – 4 | (94.41) Fallon Sherrock  | [ 97 ]  |
| 5  | Zaterdag 30 april    | Wigan, Robin Park Tennis Centre | Trina Gulliver (80.81)      | 5 – 1 | (74.51) Laura Turner     | [ 98 ]  |
| 6  | Zaterdag 30 april    | Wigan, Robin Park Tennis Centre | Lisa Ashton (75.98)         | 5 – 2 | (70.26) Laura Turner     | [ 99 ]  |
| 7  | Zondag 1 mei         | Wigan, Robin Park Tennis Centre | Fallon Sherrock (85.69)     | 5 – 1 | (81.92) Lisa Ashton      | [ 100 ] |
| 8  | Zondag 1 mei         | Wigan, Robin Park Tennis Centre | Lisa Ashton (79.05)         | 5 – 2 | (74.58) Katie Sheldon    | [ 101 ] |
| 9  | Zaterdag 25 juni     | Barnsley, Metrodome             | Lisa Ashton (79.07)         | 5 – 1 | (81.69) Aileen de Graaf  | [ 102 ] |
| 10 | Zaterdag 25 juni     | Barnsley, Metrodome             | Lorraine Winstanley (71.83) | 5 – 4 | (74.12) Rhian O'Sullivan | [ 103 ] |
| 11 | Zondag 26 juni       | Barnsley, Metrodome             | Fallon Sherrock (85.70)     | 5 – 3 | (76.76) Natalie Gilbert  | [ 104 ] |
| 12 | Zondag 26 juni       | Barnsley, Metrodome             | Lisa Ashton (85.36)         | 5 – 2 | (83.07) Aileen de Graaf  | [ 105 ] |
| 13 | Zaterdag 27 augustus | Hildesheim, Halle 39            | Beau Greaves (84.98)        | 5 – 1 | (77.91) Mikuru Suzuki    | [ 106 ] |
| 14 | Zaterdag 27 augustus | Hildesheim, Halle 39            | Beau Greaves (94.21)        | 5 – 2 | (88.64) Mikuru Suzuki    | [ 107 ] |
| 15 | Zondag 28 augustus   | Hildesheim, Halle 39            | Beau Greaves (95.47)        | 5 – 3 | (92.22) Mikuru Suzuki    | [ 108 ] |
| 16 | Zondag 28 augustus   | Hildesheim, Halle 39            | Beau Greaves (82.99)        | 5 – 3 | (75.91) Aileen de Graaf  | [ 109 ] |
| 17 | Zaterdag 29 oktober  | Wigan, Robin Park Tennis Centre | Beau Greaves (88.81)        | 5 – 3 | (85.87) Mikuru Suzuki    | [ 110 ] |
| 18 | Zaterdag 29 oktober  | Wigan, Robin Park Tennis Centre | Beau Greaves (88.06)        | 5 – 4 | (87.65) Lisa Ashton      | [ 111 ] |
| 19 | Zondag 30 oktober    | Wigan, Robin Park Tennis Centre | Beau Greaves (107.86)       | 5 – 3 | (89.86) Fallon Sherrock  | [ 112 ] |
| 20 | Zondag 30 oktober    | Wigan, Robin Park Tennis Centre | Beau Greaves (88.12)        | 5 – 1 | (73.69) Mikuru Suzuki    | [ 113 ] |

## Professional Darts Corporation Nordic & Baltic (PDCNB)
Op 26 november 2021 maakte de PDCNB hun kalender voor 2022 bekend, die uit vijf weekends zal bestaan, waarvan twee weekends in Denemarken, en telkens één weekend in Zweden, Finland en Letland. Het weekend in Zweden zal wel voorbehouden blijven uitsluitend voor de European Tour qualifiers. De top twee van de Order of Merit kwalificeerde zich voor het PDC World Darts Championship 2023.
| #  | Datum                | Plaats                         | Winnaar                    | Legs  | Runner-Up                  | Bron    |
| -- | -------------------- | ------------------------------ | -------------------------- | ----- | -------------------------- | ------- |
| 1  | Zaterdag 29 januari  | Slangerup, Slangerup Dart Club | Vladimir Andersen (86.93)  | 6 – 5 | (87.75) Daniel Larsson     | [ 114 ] |
| 2  | Zondag 30 januari    | Slangerup, Slangerup Dart Club | Madars Razma (87.21)       | 6 – 4 | (87.40) Darius Labanauskas | [ 115 ] |
| 3  | Zaterdag 4 juni      | Vääksy, Hotelli Tallukka       | Darius Labanauskas (85.30) | 6 – 3 | (77.10) Marko Kantele      | [ 116 ] |
| 4  | Zondag 5 juni        | Vääksy, Hotelli Tallukka       | Dennis Nilsson (82.10)     | 6 – 1 | (79.72) Madars Razma       | [ 117 ] |
| 5  | Zaterdag 30 juli     | Slangerup, Slangerup Dart Club | Andreas Harrysson (92.04)  | 6 – 3 | (87.35) Darius Labanauskas | [ 118 ] |
| 6  | Zondag 31 juli       | Slangerup, Slangerup Dart Club | Daniel Larsson (84.05)     | 6 – 4 | (77.12) Vladimir Andersen  | [ 119 ] |
| 7  | Vrijdag 12 augustus  | Riga, Bellevue Park Hotel      | Darius Labanauskas (94.82) | 6 – 2 | (82.88) Veijo Viinikka     | [ 120 ] |
| 8  | Zaterdag 13 augustus | Riga, Bellevue Park Hotel      | Darius Labanauskas (83.41) | 6 – 4 | (84.60) Daniel Larsson     | [ 121 ] |
| 9  | Zaterdag 13 augustus | Riga, Bellevue Park Hotel      | Darius Labanauskas (90.45) | 6 – 1 | (81.83) Vladimir Andersen  | [ 122 ] |
| 10 | Zondag 14 augustus   | Riga, Bellevue Park Hotel      | Marko Kantele (88.73)      | 6 – 4 | (88.68) Daniel Larsson     | [ 123 ] |

## EuroAsian Darts Corporation (EADC) Pro Tour
De EuroAsian Darts Corporation hostte drie events.
| # | Datum                | Plaats                     | Winnaar              | Legs     | Runner-Up     | Bron     |
| - | -------------------- | -------------------------- | -------------------- | -------- | ------------- | -------- |
| 1 | Zaterdag 26 februari | Moskou, Maxima Zarya Hotel | Aleksej Kadotsjnikov | 6 – 3    | Anton Kolesov | [ 124 ]  |
| 2 | Zaterdag 26 februari | Moskou, Maxima Zarya Hotel | Dmitri Sitkarev      | 6 – 5    | Roman Oboekov | [ 124 ]  |
| 3 | Zondag 27 februari   | Moskou, Maxima Zarya Hotel | Boris Koltsov        | 6 – 1    | Andrej Pontus | [ 124 ]  |
| 4 | Zaterdag 23 april    | Moskou, Maxima Zarya Hotel | Afgelast             | Afgelast | Afgelast      | Afgelast |
| 5 | Zaterdag 23 april    | Moskou, Maxima Zarya Hotel | Afgelast             | Afgelast | Afgelast      | Afgelast |
| 6 | Zondag 24 april      | Moskou, Maxima Zarya Hotel | Afgelast             | Afgelast | Afgelast      | Afgelast |

## Championship Darts Corporation (CDC) Pro Tour
De Championship Darts Corporation hostte twaalf events gehouden over vier weekends. De top twee van de CDC Tour Points List kwalificeerde zich voor het PDC World Darts Championship 2023.
| #  | Datum                 | Plaats                                      | Winnaar       | Legs  | Runner-Up     | Bron    |
| -- | --------------------- | ------------------------------------------- | ------------- | ----- | ------------- | ------- |
| 1  | Zaterdag 14 mei       | Brownsburg, American Legion Post 331        | Matt Campbell | 7 – 4 | Danny Baggish | [ 125 ] |
| 2  | Zaterdag 14 mei       | Brownsburg, American Legion Post 331        | Leonard Gates | 7 – 5 | Chuck Puleo   | [ 126 ] |
| 3  | Zondag 15 mei         | Brownsburg, American Legion Post 331        | Danny Baggish | 7 – 5 | Leonard Gates | [ 127 ] |
| 4  | Zaterdag 25 juni      | Cambridge, Cambridge Newfoundland Club      | Jacob Taylor  | 7 – 6 | Danny Baggish | [ 128 ] |
| 5  | Zaterdag 25 juni      | Cambridge, Cambridge Newfoundland Club      | David Cameron | 7 – 3 | Leonard Gates | [ 129 ] |
| 6  | Zondag 26 juni        | Cambridge, Cambridge Newfoundland Club      | David Cameron | 7 – 2 | Matt Campbell | [ 130 ] |
| 7  | Zaterdag 13 augustus  | Brownsburg, American Legion Post 331        | Jacob Taylor  | 7 – 2 | Alex Spellman | [ 131 ] |
| 8  | Zaterdag 13 augustus  | Brownsburg, American Legion Post 331        | David Cameron | 7 – 3 | Alex Spellman | [ 132 ] |
| 9  | Zondag 14 augustus    | Brownsburg, American Legion Post 331        | Larry Butler  | 7 – 3 | Danny Baggish | [ 133 ] |
| 10 | Zaterdag 10 september | Waterdown, Royal Canadian Legion Branch 551 | Danny Baggish | 7 – 3 | Stowe Buntz   | [ 134 ] |
| 11 | Zaterdag 10 september | Waterdown, Royal Canadian Legion Branch 551 | Jim Long      | 7 – 3 | Stowe Buntz   | [ 135 ] |
| 12 | Zondag 13 september   | Waterdown, Royal Canadian Legion Branch 551 | Jacob Taylor  | 7 – 5 | Gary Mawson   | [ 136 ] |

## World Championship International Qualifiers
Bij de WK-kwalificatiewedstrijden voor het PDC World Darts Championship 2023 was er voor de allereerste keer een vertegenwoordiger uit Oekraïne, na de schorsing van de EuroAsian Darts Corporation (EADC) vanwege de nog steeds lopende Russische invasie van Oekraïne.
| Datum                | Toernooi                              | Plaats                                  | Winnaar               | Score  | Runner-Up           | Bron            |
| -------------------- | ------------------------------------- | --------------------------------------- | --------------------- | ------ | ------------------- | --------------- |
| Zaterdag 4 juni      | PDC North American Championship       | New York, Hulu Theater                  | Leonard Gates         | 6 – 3  | Danny Baggish       | [ 138 ]         |
| Zaterdag 16 juli     | DPA Satellite Tour Play-Off           | Barrack Heights, Warilla Bowls Club     | Raymond Smith         | 3 – 0  | Joe Comito          | [ 139 ]         |
| Zondag 17 juli       | PDJ Championship                      | Kobe, Sanbo Hall 2F                     | Nobuhiro Yamamoto     | 5 – 4  | Sho Katsumi         |                 |
| Zondag 24 juli       | Women's World Matchplay               | Blackpool, Winter Gardens               | Fallon Sherrock       | 6 – 3  | Aileen de Graaf     | [ 140 ]         |
| Zondag 4 september   | PDC China Premier League              | Vlag van China                          | Zong Xiao Chen        | 11 – 6 | Xicheng Han(a)      | [ 141 ]         |
| Zondag 25 september  | PDC Asian Championship                | Fukuoka, Fukuoka Convention Center      | Lourence Ilagan       | 6 – 4  | Yuichiro Ogawa      | [ 142 ] [ 143 ] |
| Zondag 25 september  | PDC Asian Championship                | Fukuoka, Fukuoka Convention Center      | Christian Perez       | 6 – 5  | Yoshihisa Baba      | [ 142 ] [ 143 ] |
| Zondag 25 september  | PDC Asian Championship                | Fukuoka, Fukuoka Convention Center      | Toru Suzuki           | 6 – 5  | Yuki Yamada         | [ 142 ] [ 143 ] |
| Zondag 25 september  | PDC Asian Championship                | Fukuoka, Fukuoka Convention Center      | Paolo Nebrida         | 6 – 1  | Jun Matsuda         | [ 142 ] [ 143 ] |
| Zondag 9 oktober     | Africa Qualifier                      | Kaapstad, Goodwood Sports Club          | Grant Sampson         | 8 – 3  | Laezeltrich Wentzel | [ 144 ]         |
| Zaterdag 15 oktober  | Central / South American Qualifier(b) | San José, Hotel Radisson                | Diogo Portela         | 6 – 1  | Dennis Valerín      | [ 145 ]         |
| Zondag 16 oktober    | Central / South American Qualifier(b) | San José, Hotel Radisson                | Jesús Rubén Salate    | 6 – 3  | Silvio Suazo        | [ 145 ]         |
| Zondag 16 oktober    | Central / South American Qualifier(b) | San José, Hotel Radisson                | Diogo Portela         | 6 – 4  | Jesús Rubén Salate  | [ 145 ]         |
| Zondag 16 oktober    | Ukrainian Qualifier                   | Kiev, Hotel Nyvky                       | Vladyslav Omeltsjenko | 3 – 0  | Volodymyr Zalevskyi | [ 146 ]         |
| Maandag 17 oktober   | DPNZ Qualifier                        | Dunedin, Dunedin Metro Club             | Ben Robb              | 8 – 4  | Haupai Puha         | [ 147 ]         |
| Zondag 23 oktober    | DPA Oceanic Masters                   | Barrack Heights, Warilla Bowls Club     | Mal Cuming            | 2 – 1  | Gordon Mathers      | [ 148 ]         |
| Zondag 30 oktober    | India Qualifier                       | Surat, Surat Tennis Club                | Prakash Jiwa          | 6 – 4  | Nitin Kumar         | [ 149 ]         |
| Vrijdag 11 november  | PDC Europe Super League               | Niedernhausen, H+ Hotel                 | Florian Hempel        | 10 – 8 | Niko Springer       | [ 150 ]         |
| Zaterdag 19 november | South-West Europe Qualifier           | Ávila, Hotel Cuatro Postes              | José Justicia         | 6 – 2  | Thibault Tricole    | [ 151 ]         |
| Zaterdag 19 november | East Europe Qualifier                 | Eisenstadt, Dartsportzentrum Burgenland | Sebastian Białecki    | 7 – 4  | Christian Gödl      | [ 152 ]         |
| Zaterdag 26 november | West Europe Qualifier                 | Kalkar, Wunderland Kalkar               | Jimmy Hendriks        | 7 – 2  | Max Hopp            | [ 153 ]         |
| Zondag 27 november   | PDC World Youth Championship          | Minehead, Butlin's Minehead             | (c)Josh Rock          | 6 – 1  | Nathan Girvan       | [ 154 ]         |
| Maandag 28 november  | PDC Tour Card Holder Qualifier        | Barnsley, Metrodome                     | Richie Burnett        | 7 – 3  | David Evans         | [ 155 ] [ 156 ] |
| Maandag 28 november  | PDC Tour Card Holder Qualifier        | Barnsley, Metrodome                     | Ryan Joyce            | 7 – 3  | Jamie Clark         | [ 155 ] [ 156 ] |
| Maandag 28 november  | PDC Tour Card Holder Qualifier        | Barnsley, Metrodome                     | Jeff Smith            | 7 – 1  | Nick Fullwell       | [ 155 ] [ 156 ] |

(a): Zong won de qualifier, maar bedankte voor de kwalificatie wegens persoonlijke redenen. Xicheng nam zijn plaats over.
(b): Deze qualifier bestond uit twee toernooien. De speler die bovenaan de ranking stond na deze twee toernooien, kwalificeerde zich. Echter eindigden twee spelers op een gelijk aantal punten, waardoor er een play-off nodig was. Portela won deze.
(c): Josh Rock won het World Youth Championship, maar aangezien hij al gekwalificeerd was via de Pro Tour kwam er de volgende dag een plaats extra vrij in de PDC Tour Card Holder Qualifier.
2004 · 2005 · 2006 · 2007 · 2008 · 2009 · 2010 · 2011 · 2012 · 2013 · 2014 · 2015 · 2016 · 2017 · 2018 · 2019 · 2020 · 2021 · 2022 · 2023 · 2024 · 2025